# Sabine Everts
Sabine Everts (Alemania, 4 de marzo de 1961) es una atleta alemana retirada, especializada en la prueba de heptalón en la que, comptitiendo con la República Federal Alemana llegó a ser campeona olímpica en 1984.

## Carrera deportiva
En el Campeonato Europeo de Atletismo en Pista Cubierta de 1980 ganó la medalla de bronce en salto de longitud, con un salto de 6.54 metros, siendo superada por la polaca Anna Włodarczyk  y su paisana alemana Anke Weigt (plata con 6.68 metros).
Cuatro años después, en los JJ. OO. de Los Ángeles 1984 ganó la medalla de bronce en el heptalón, con un total de 6363 puntos, quedando tras australiana Glynis Nunn y la estadounidense Jackie Joyner (plata).